# Che Dalha
Che Dalha (phiên âm Hán-Việt: Tề Trát Lạp; sinh tháng 8 năm 1958) là chính khách nước Cộng hòa Nhân dân Trung Hoa. Ông là Ủy viên Ủy ban Trung ương Đảng Cộng sản Trung Quốc khóa XIX, nguyên Phó Bí thư Khu ủy khu tự trị Tây Tạng, Chủ tịch Chính phủ nhân dân Khu tự trị Tây Tạng.
Ông bắt đầu sự nghiệp chính trị ở Vân Nam trước khi chuyển công tác đến khu tự trị Tây Tạng đảm nhiệm Bí thư Thành ủy Lhasa, thủ phủ của khu tự trị Tây Tạng từ năm 2012 đến năm 2017. Ngày 15 tháng 1 năm 2017, Che Dalha được bầu làm Chủ tịch Chính phủ nhân dân khu tự trị Tây Tạng, kế nhiệm Losang Jamcan.

## Tiểu sử

### Thân thế
Che Dalha là người Tạng sinh tháng 8 năm 1958, người huyện Trung Điện, tỉnh Vân Nam. Năm 2001, huyện Trung Điện thuộc tỉnh Vân Nam đã được đổi tên là Shangri-La (香格里拉, pinyin: Xiānggélǐlā; phiên âm Hán Việt là Hương Cách Lý Lạp).

### Giáo dục
Tháng 8 năm 1984 đến tháng 8 năm 1986, ông theo học lớp đào tạo cao đẳng tại Trường Đảng Tỉnh ủy Vân Nam.
Tháng 8 năm 1995 đến tháng 12 năm 1997, ông theo học lớp chính quy chuyên ngành chính trị pháp luật, Học viện Hàm thụ thuộc Trường Đảng Trung ương Đảng Cộng sản Trung Quốc.
Tháng 9 năm 1996 đến tháng 7 năm 1998, ông theo học nghiên cứu sinh tại chức chuyên ngành văn hóa dân tộc và kinh tế dân tộc khoa quản lý kinh tế tại Học viện Dân tộc Vân Nam nay thuộc Đại học Dân tộc Vân Nam.

### Sự nghiệp
Tháng 12 năm 1979, Che Dalha tham gia công tác là Bí thư Đoàn Thanh niên Cộng sản công xã Ni Tây, huyện Trung Điện, tỉnh Vân Nam. Tháng 5 năm 1982, ông gia nhập Đảng Cộng sản Trung Quốc. Tháng 4 năm 1983, Che Dalha, 25 tuổi, được bổ nhiệm làm Phó Bí thư Đoàn Thanh niên Cộng sản Huyện ủy Trung Điện tức Phó Bí thư Huyện Đoàn Trung Điện.
Tháng 8 năm 1986, sau khi tốt nghiệp, ông được bổ nhiệm làm Hiệu trưởng Trường Đảng Huyện ủy Trung Điện. Tháng 6 năm 1988, ông được bầu làm Ủy viên Ban Thường vụ Huyện ủy Trung Điện kiêm Trưởng Ban Tuyên truyền Huyện ủy Trung Điện, Hiệu trưởng Trường Đảng Huyện ủy Trung Điện. Tháng 6 năm 1990, ông được bổ nhiệm làm Phó Bí thư Huyện ủy Trung Điện kiêm Bí thư Ủy ban Chính trị Pháp luật Huyện ủy Trung Điện. Tháng 8 năm 1994, ông được bổ nhiệm giữ chức Bí thư Huyện ủy Trung Điện kiêm Bí thư Ủy ban Chính trị Pháp luật Huyện ủy Trung Điện.
Tháng 8 năm 1997, ông được bầu làm Ủy viên Ban Thường vụ Châu ủy Châu tự trị dân tộc Tạng Dêqên kiêm Bí thư Huyện ủy Trung Điện, tỉnh Vân Nam. Tháng 2 năm 2000, ông được bổ nhiệm giữ chức Phó Bí thư Châu ủy Châu tự trị dân tộc Tạng Dêqên kiêm Bí thư Huyện ủy Trung Điện. Tháng 3 năm 2001, ông được bổ nhiệm làm Phó Bí thư Châu ủy châu tự trị dân tộc Tạng Dêqên, Phó Châu trưởng Chính phủ nhân dân châu Dêqên, quyền Châu trưởng Chính phủ nhân dân châu Dêqên kiêm Bí thư Huyện ủy Trung Điện. Tháng 6 năm 2001, Che Dalha chính thức được bầu làm Châu trưởng Chính phủ nhân dân châu Dêqên đồng thời thôi chức Bí thư Huyện ủy Trung Điện.
Tháng 2 năm 2007, ông được bổ nhiệm làm Bí thư Châu ủy Châu tự trị dân tộc Tạng Dêqên kiêm Châu trưởng Chính phủ nhân dân châu Dêqên. Tháng 5 năm 2007, ông thôi kiêm nhiệm chức vụ Châu trưởng Chính phủ nhân dân châu Dêqên. Tháng 5 năm 2010, ông được bầu làm Ủy viên Ban Thường vụ Tỉnh ủy Vân Nam kiêm Bí thư Châu ủy Châu tự trị dân tộc Tạng Dêqên.
Tháng 9 năm 2010, Che Dalha được luân chuyển làm Ủy viên Ban Thường vụ Khu ủy Khu tự trị Tây Tạng kiêm Trưởng Ban Công tác Mặt trận Thống nhất Khu ủy khu tự trị Tây Tạng. Tháng 1 năm 2011, ông được bầu kiêm nhiệm chức vụ Phó Chủ tịch Ủy ban Hội nghị Hiệp thương Chính trị nhân dân Trung Quốc khu tự trị Tây Tạng.
Tháng 11 năm 2011, ông được luân chuyển làm Ủy viên Ban Thường vụ Khu ủy khu tự trị Tây Tạng, Bí thư Thành ủy Lhasa, thủ phủ của Khu tự trị Tây Tạng thay cho ông Tần Nghi Trí kiêm Phó Chủ tịch Ủy ban Hội nghị Hiệp thương Chính trị nhân dân Trung Quốc Khu tự trị Tây Tạng. Tháng 1 năm 2012, ông thôi kiêm nhiệm chức vụ Phó Chủ tịch Ủy ban Hội nghị Hiệp thương Chính trị nhân dân Trung Quốc khu tự trị Tây Tạng.
Tháng 11 năm 2016, Che Dalha được bổ nhiệm làm Phó Bí thư Khu ủy Khu tự trị Tây Tạng kiêm Bí thư Thành ủy Lhasa.
Ngày 15 tháng 1 năm 2017, tại hội nghị lần thứ năm của Đại hội đại biểu nhân dân khóa X khu tự trị Tây Tạng, Che Dalha được bầu làm Chủ tịch Chính phủ nhân dân Khu tự trị Tây Tạng, kế nhiệm Losang Jamcan.
Ngày 24 tháng 10 năm 2017, tại phiên bế mạc của Đại hội Đảng Cộng sản Trung Quốc lần thứ XIX, ông được bầu làm Ủy viên Ban Chấp hành Trung ương Đảng Cộng sản Trung Quốc khóa XIX. Ngày 30 tháng 1 năm 2018, tại hội nghị toàn thể lần thứ 4 trong khuôn khổ hội nghị lần thứ nhất của Đại hội đại biểu nhân dân khóa XI khu tự trị Tây Tạng, ông được bầu tái đắc cử chức vụ Chủ tịch Chính phủ nhân dân Khu tự trị Tây Tạng.